# Scharnstein
Scharnstein es una localidad del distrito de Gmunden, en el estado de Alta Austria, Austria, con una población estimada a principio del año 2018 de 4819 habitantes. 
Se encuentra ubicada al sur del estado, a poca distancia de las fronteras con los estados de Salzburgo y Estiria.